# Fangshan (Lüliang)
Fangshan (en chino:方山县, pinyin:Fāngshān xiàn, lit: montaña Fang) es un condado bajo la administración directa de la ciudad-prefectura de Lüliang. Se ubica al oeste de la provincia de Shanxi, este de la República Popular China. Su área es de 1434 km² y su población total para 2019 fue +100 mil habitantes.

## Administración
El condado de Fangshan se divide en 7 pueblos que se administran en 5 poblados y 2 villas.